# Sharon Case
Sharon Case (Detroit, 9 de febrero de 1971) es una actriz y ex modelo estadounidense. A la edad de 17 años, Case comenzó a trabajar como modelo y se mudó brevemente a Japón antes de seguir una carrera como actriz. Durante las primeras etapas de su carrera trabajó en telenovelas de televisión diurna como las series General Hospital y As the World Turns. En 1994, asumió el papel de Sharon Newman en la telenovela de CBS Daytime The Young and the Restless, que todavía interpreta. Es considerada una de las principales actrices de la serie, por su actuación en ese rol ganó, en 1999, el premio Daytime Emmy de 1999 a la mejor actriz de reparto en una serie dramática.

## Vida privada
Nació el 9 de febrero de 1971 en Detroit, Míchigan. Durante su infancia estuvo muy involucrada en la danza, dedicándose al ballet y al jazz. Cuando tenía tres años, Case se mudó a Chatsworth, California.
Estuvo casada con el empresario Sandy Corzine desde abril de 2007 hasta noviembre de 2009, y el matrimonio terminó en divorcio.
En diciembre de 2001, se convirtió en la primera actriz de telenovelas en aparecer en la portada de FHM, una revista de estilo de vida para hombres. Este número contó con muchas otras actrices de televisión diurna. Ella es muy activa en el sitio web de redes sociales Twitter. Desde mayo de 2019, ha estado en una relación con su coprotagonista de The Young and the Restless, Mark Grossman, quien interpreta a Adam Newman.

## Carrera

### Inicios
Aunque el objetivo principal era convertirse en actriz, centró su atención en el modelaje cuando era adolescente. Ella dijo: "Pensé que modelar sería un buen comienzo en el negocio". A la edad de 17 años, en 1988, llamó la atención de un cazatalentos mientras asistía a un evento de modelaje y le ofrecieron un trabajo como modelo en Japón. Viajó a Japón durante cinco meses, antes de regresar a Los Ángeles. Más tarde participó en teatro, obteniendo papeles principales en los musicales Grease, The Wizard y El cascanueces.

### Televisión y cine
En noviembre de 1989, obtuvo su primer papel televisivo interpretando a Dawn Winthrop en la telenovela General Hospital de ABC Network. Hablando de la audición, Case declaró: "Practiqué noche y día... ¡Fue una escena pesada en la que Dawn se enteró de que su novio Ned (Kurt Robin McKinney) se había acostado una vez con su madre! Sabía que tenía que hacer el mejor trabajo [posible]". Dejó el Hospital General al año siguiente, después de una aparición especial en otra serie de ABC, la comedia dramática Doogie Howser, M. D.. En 1991, apareció en otras series de televisión, incluyendo Diplomatic Immunity, Beverly Hills, 90210, Parker Lewis Can't Lose y Cheers. Desde noviembre de 1992 hasta 1993, asumió su segundo papel en una telenovela, como Debbie Simon en el drama de CBS Network As the World Turns. Case ha declarado que le encantó el papel y que quería quedarse para explorar más el personaje de Debbie, que era una "maníaca depresiva", un tema que no se había cubierto en la televisión diurna. Al mismo tiempo, también apareció en el drama criminal de CBS Silk Stalkings como Bonnie Abagail. En 1994, un año después de salir de As the World Turns, se convirtió en una habitual de la telenovela de horario estelar Valley of the Dolls, que estaba basada en la novela romántica del mismo nombre. En 1997, tuvo un papel en la película de HBO Breast Men. Anteriormente, rechazó un papel más importante en la película debido a que se sentía incómoda en topless en la pantalla. En cambio, aceptó un papel más pequeño que no requería desvestirse.
En 2005, apareció en una película independiente titulada Carpool Guy con la coprotagonista de The Young and the Restless, Lauralee Bell. También ese año, protagonizó el cortometraje Wentworth. La película trataba sobre un hombre llamado Wentworth que tenía que elegir entre la mujer de sus sueños, Emily, y la mujer "perfecta" de sus sueños, "Dream Emily", ambas interpretadas por Case. Fue dirigida por Steve Suettinger y producida de forma independiente por estudiantes de la Universidad del Sur de California.
En 2007, protagonizó junto a Debra Hopkins su segundo cortometraje, Repressions, que duró 24 minutos. Producida por Roundhay Garden Films y dirigida por Adam Kargman, fue filmada del 14 de mayo al 16 de julio de 2006. En la película, Janie (Case) está siendo engañada por su terapeuta haciéndole creer que tiene recuerdos reprimidos de abuso sexual infantil. La película fue recibida con elogios de la crítica por parte de críticos de cine independientes que encontraron su actuación "fascinante" e "impresionante". El nominado al premio Oscar, Jesse Friedman, elogió mucho la película y animó a la gente a verla. En 2009, Case apareció en un episodio de la serie web de comedia sexual Poor Paul, que fue creada por el ex coprotagonista de The Young and the Restless, Kevin Schmidt. En junio de 2010, protagonizó junto a David James Elliott la comedia romántica Dad's Home para Hallmark Channel.

### The Young and the Restless

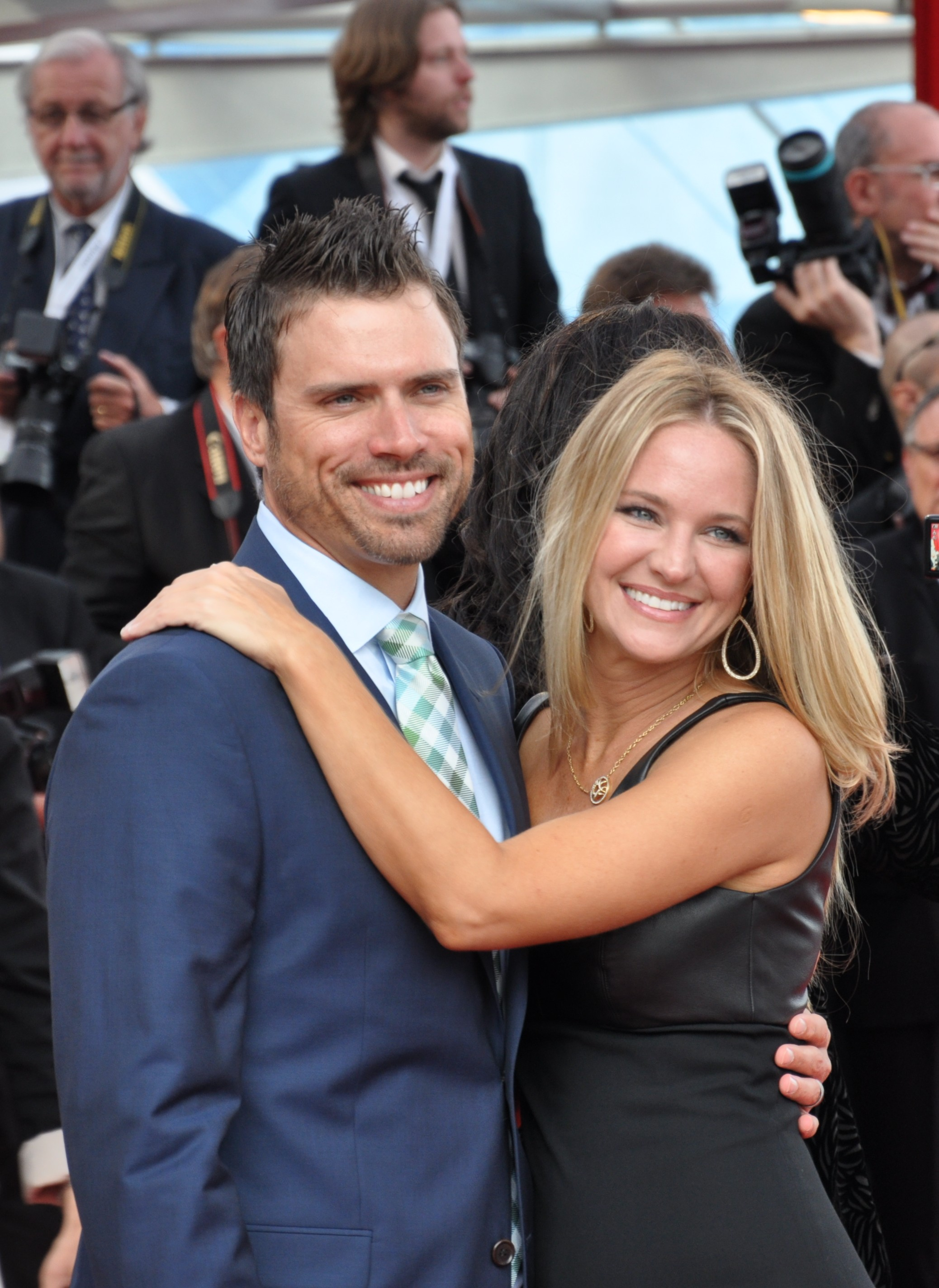
Case con el coprotagonista Joshua Morrow en 2013.

En agosto de 1994, interpretó el papel de Sharon Newman en la telenovela de CBS The Young and the Restless. El personaje había sido presentado por el creador del programa, William J. Bell, a principios de ese año, el 24 de marzo de 1994. El papel fue interpretado previamente por Monica Potter y Heidi Mark durante dos meses cada una. Sobre su casting, Case declaró: "No solo es mi tercera telenovela, sino que también soy la tercera actriz en interpretar el papel de Sharon Collins. Entonces, si tres veces es el encanto, esto debería ser todo". La actriz quería "darle nueva vida" al papel y hacerlo suyo. Pasó de contratación recurrente a un contrato fijo a principios de 1995. En 2001, reveló que solo esperaba permanecer en el programa durante seis meses. En febrero de 2003 abandonó temporalmente el programa debido a las negociaciones del contrato, y finalmente regresó en abril de ese mismo año. El personaje que creció en el "lado equivocado de las vías" se convirtió en madre y mujer de negocios; con una relación romántica de superpareja con Nicholas Newman (Josué Morrow) y una relación "más oscura" con Adam Newman (Michael Muhney).
Desde 2011, las historias del personaje han sido objeto de controversia y comentarios negativos. La propia Case ha declarado que no ha estado contenta con que el personaje esté emparejado con "demasiados hombres" porque "diluye" la historia. Un capítulo en el que el personaje dejó que sus hijos creyeran que estaba muerta, fue muy mal vista por Yahoo!. El elenco y los espectadores del programa quedaron horrorizados cuando Sharon fue emparejada románticamente con su ex suegro, con quien había llegado a tener una relación padre-hija, Victor Newman (Eric Braeden). La historia fue considerada una "broma interna" por los miembros del elenco. Case no estaba contenta con el romance que consideraba casi "incestuoso", afirmando: "A veces, las historias controvertidas pueden funcionar porque estás llamando la atención sobre un tema controvertido que la nación está tratando de decidir. Pero esta no era una de esas cosas. ¡Todo el mundo está universalmente en contra del incesto! Fue tan molesto para la audiencia".
La ex escritora principal y productora ejecutiva del programa, Maria Arena Bell, ha sido muy criticada por la "destrucción" de Sharon. Jillian Bowe, escritora del sitio web Zap2it, dijo que el personaje era "amado", pero Bell la había "asesinado" "a través de una historia mal concebida y/o un romance tras otro". Tommy Garrett de Canyon News elogió a Case y escribió que: "Maria Bell sabe que la consumada actriz Sharon Case interpreta a la consumada heroína Sharon Newman con aplomo". Garret también ha descrito la actuación de Case como "impecable" interpretando un "papel único en la vida y dando la actuación de su vida". Case ha recibido varios premios por su trabajo en The Young and the Restless. Canyon News sugirió que su actuación necesitaba más atención de los Emmy. El personaje ha abordado temas como la infidelidad y la violación, y en los últimos años, problemas sociales de salud mental como la cleptomanía y, en particular, el trastorno bipolar. 

## Línea de joyería
En enero de 2010, Case anunció que había creado una línea exclusiva de joyería de moda titulada "Pomp". La creó con su mejor amiga y estilista de moda Elif Inanc. La línea fue diseñada para tener una "pieza para todos" que se pudiera usar en cualquier ocasión. Se presentaron 20 diseños diferentes de piezas de joyería en la presentación inicial de la línea a través del canal de compras QVC Network en agosto de 2010; los precios oscilaron entre US$ 20 y US$ 40. Se agregaron nueve piezas más a la línea de joyería "Pomp" el 15 de enero de 2011. Kim Daugherty de Yahoo! señaló que "se promocionan como ideales para una noche en la ciudad, brindando a los fanáticos de The Young and the Restless una forma asequible de brillar y brillar con calidad de estrella al usar joyas diseñadas por estrellas". Case describió la línea como asequible "elegante, divertida y moderna".

## Filmografía

### Televisión
| Año           | Título                     | Rol                     | Notas                                                            | Ref.   |
| ------------- | -------------------------- | ----------------------- | ---------------------------------------------------------------- | ------ |
| 1989-90       | Hospital General           | Dawn Winthrop           | rol recurrente                                                   | [ 11 ] |
| 1990          | Doctor Doogie Howser       | Chica rubia             | Episodio: "Pregúntale al Dr. Doogie"                             | [ 11 ] |
| 1991          | Inmunidad diplomática      | Ellen Hickel            |                                                                  | [ 38 ] |
| 1991          | Beverly Hills, 90210       | Darla Dillon            | Episodio: "April Is The Cruelest Month" Episodio: "Spring Dance" | [ 38 ] |
| 1991          | Parker Lewis Can't Lose    | Donna Sue Horton Joanne | Episodio: "Future Shock" Episodio: "My Fair Shelly"              | [ 38 ] |
| 1991          | Cheers                     | Novia                   | Episodio: "Go Make"                                              | [ 38 ] |
| 1992          | Silk Stalkings             | Bonnie Abagail West     | Episodio: "Working Girl"                                         | [ 38 ] |
| 1992-93       | As the World Turns         | Debbie Simon            | rol recurrente                                                   | [ 13 ] |
| 1994-presente | The Young and the Restless | Sharon Newman           | Rol habitual                                                     | [ 1 ]  |
| 1994          | Valley of the Dolls        | Anne Welles             | Rol regular; 65 episodios                                        | [ 15 ] |
| 2009          | Poor Paul                  | Lisa                    | Serie web                                                        | [ 39 ] |
| 2014          | Hell's Kitchen             | Ella misma              | Temporada 12, episodio 4: "17 Chefs Compete"                     |        |

### Película
| Año  | Título      | Role              | Notas                                           | Ref.   |
| ---- | ----------- | ----------------- | ----------------------------------------------- | ------ |
| 1997 | Breast Men  | Circulating Nurse | Película de televisión de HBO                   | [ 3 ]  |
| 2005 | Wentworth   | emily Dream Emily | Cortometraje                                    | [ 38 ] |
| 2005 | Carpool Guy | Vanessa           |                                                 | [ 38 ] |
| 2007 | Repressions | Janie             | Cortometraje                                    | [ 38 ] |
| 2010 | Dad's Home  | Hope              | Película de televisión Hallmark television film | [ 40 ] |

## Premios y nominaciones
| Año  | Premio                                  | Categoría                                                            | Título                     | Resultado | Ref.          |
| ---- | --------------------------------------- | -------------------------------------------------------------------- | -------------------------- | --------- | ------------- |
| 1996 | Premios Daytime Emmy                    | Mejor actriz joven en una serie dramática                            | The Young and the Restless | Nominado  | [ 41 ]        |
| 1997 | Premios Daytime Emmy                    | Mejor actriz joven en una serie dramática                            | The Young and the Restless | Nominado  | [ 42 ]        |
| 1997 | Soap Opera Digest Award                 | Hottest Romance                                                      | The Young and the Restless | Nominado  | [ 43 ]        |
| 1998 | Soap Opera Digest Award                 | Hottest Female Star                                                  | The Young and the Restless | Ganador   | [ 44 ]        |
| 1999 | Premios Daytime Emmy                    | Mejor actriz de reparto en una serie dramática                       | The Young and the Restless | Ganador   | [ 45 ]        |
| 2000 | Premios Daytime Emmy                    | Mejor actriz de reparto en una serie dramática                       | The Young and the Restless | Nominado  | [ 46 ]        |
| 2003 | Premio Golden Boomerang a la telenovela | Estrella femenina más joven                                          | The Young and the Restless | Ganador   | [ 47 ]        |
| 2003 | Soap Opera Digest Award                 | Mejor actriz de reparto                                              | The Young and the Restless | Nominado  | [ 48 ]        |
| 2004 | Premios Daytime Emmy                    | Mejor actriz de reparto en una serie dramática                       | The Young and the Restless | Nominado  | [ 49 ]        |
| 2008 | Method Fest Award                       | Mejor Actriz (Cortometraje)                                          | Repressions                | Nominado  | [ 50 ]        |
| 2016 | Soap Awards France                      | Mejor actriz del año                                                 | The Young and the Restless | Nominado  | [ 51 ]        |
| 2017 | Soap Awards France                      | Mejor actriz del año                                                 | The Young and the Restless | Nominado  | [ 52 ]        |
| 2018 | Soap Awards France                      | Mejor pareja del año: "Sharon y Nick" (compartido con Joshua Morrow) | The Young and the Restless | Nominado  | [ 53 ]        |
| 2018 | Soap Awards France                      | Mejor actriz del año                                                 | The Young and the Restless | Ganador   | [ 53 ]        |
| 2019 | Soap Awards France                      | Mejor actor/actriz internacional                                     | The Young and the Restless | Ganador   | [ 54 ]        |
| 2020 | Soap Hub Awards                         | Actriz favorita de La joven y la inquieta                            | The Young and the Restless | Ganador   | [ 55 ]        |
| 2021 | Soap Awards France                      | Mejor actriz internacional                                           | The Young and the Restless | Ganador   | [ 56 ] [ 57 ] |